# Johann Nikolaus Hanff
Johann Nikolaus Hanff, född 25 september 1663, död 25 december 1711, var en nordtysk organist och kompositör. Hanff föddes i Gossel och växte upp i Wechmar i Thüringen och arbetade i Eutin, Hamburg och Slesvig. 
År 1696 blev han organist och kapellmästare hos furstbiskopen av Lübeck. Efter biskopen August Friedrichs död och hovets upplösning 1705 återvände Hanff antagligen till Hamburg, där två barn till honom föddes 1706 och 1711. Medan han var i Hamburg undervisade Hanff under fyra år den unge Johann Mattheson i cembalo och komposition. Mattheson skulle bli kompositör, musikteoretiker och nära vän till Georg Freidrich Händel (och nästan dödade Händel i en duell). Den 26 augusti 1711 tog han över organisttjänsten i Slesvigs domkyrka, men dog endast några månader senare. 
Hanffs stil, med en långsam men rikt ornamenterad melodi över ett långsamt och inte särskilt tydligt utarbetat ackompanjemang, uppskattades av Buxtehude. 

## Utmärkelser
1997 namngavs asteroiden 7902 Hanff efter honom.